# Yahya Michot
Jean R. Michot, ou Yahya Michot après sa conversion à l'islam, né à Thuin (Hainaut) le 3 juillet 1952 et mort le 1er avril 2025 aux États-Unis, est un islamologue belge, spécialisé dans l'étude d’Avicenne, et du traditionaliste Ibn Taymiyya (1263-1328).

## Biographie
Après des études secondaires au Collège Cardinal Mercier de Braine-l’Alleud, Jean Michot étudie la philosophie à l’Université catholique de Louvain et soutient en 1981 une thèse de doctorat sur La destinée de l’homme selon Avicenne, sous la supervision du professeur Simone Van Riet. Il est ensuite nommé assistant, puis chef de travaux à l’Institut supérieur de philosophie de l’UCLouvain. 
Il se convertit à l’Islam et adopte le prénom Yahya. De 1995 à 1998, il préside le Conseil supérieur des musulmans de Belgique.
En 1998, à la suite d'une polémique concernant un écrit qu'il a publié sous le pseudonyme « Nasreddin Lebatelier », dans lequel il met en parallèle un texte d'Ibn Taymiyya et l'assassinat des moines de Tibéhirine survenu deux ans auparavant en Algérie, il négocie un départ à l’amiable avec l’UCLouvain et part enseigner au Centre d’études islamiques de l’Université d’Oxford, puis au Hartford seminary (Connecticut), jusqu’à son éméritat en avril 2018.
Il est le co-éditeur du journal The Muslim World. 

## Œuvres principales

### Ibn Taymiyya
- Ibn Taymiyya. Les Saints du Mont Liban. Absence, jihâd et spiritualité, entre la montagne et la cité. Cinq fetwas traduits de l’arabe, introduits et annotés. 2007.
- Ibn Taymiyya. Mécréance et pardon Textes traduits de l’arabe, introduits et annotés. 2005.
- Ibn Taymiyya. Un Dieu hésitant ? Texte traduit de l’arabe, introduit et annoté, 2004.
- Ibn Taymiyya. Mardin : Hégire, fuite du péché et « demeure de l’Islam ». Textes traduits de l’arabe, annotés et présentés en relation à certains textes modernes. 2004.
- Ibn Taymiyya. Le haschich et l’extase. Textes traduits de l’arabe, présentés et annotés, 2001.
- Ibn Taymiyya Le statut des moines. Traduction française, en référence à l’affaire de Tibéhirine (sous le pseudonyme de Nasreddin Lebatelier), 1997.
- Ibn Taymiyya, Les intermédiaires entre Dieu et l’homme (Risâlat al-wâsi a bayna l-khalq wa laqq). Traduction française suivie de Le Shaykh de l’Islam Ibn Taymiyya: chronique d’une vie de théologien militant, 1996.
- Ibn Taymiyya. Lettre à un roi croisé (al-Risâlat al-Qubru iyya). Traduction de l’arabe, introduction, notes et lexique, 1995.
- Ibn Taymiyya. Lettre à Abû l-Fidâ’. Traduction de l’arabe, présentation, notes et lexique, 1994.
- Musique et danse selon Ibn Taymiyya. Le Livre du Samâ‘ et de la danse (Kitâb al-samâ‘ wa l-raq ) compilé par le Shaykh Mu ammad al-Manbijî. Traduction de l’arabe, présentation, notes et lexique, 1991.

### Avicenne
- Avicenne. Réfutation de l’astrologie. Édition et traduction du texte arabe, introduction, notes et lexique. 2006, Al-Bouraq.
- Avicenne. Livre de la Genèse et du Retour (Kitâb al-mabda’ wa l-ma‘âd). Traduction française intégrale. Version exploratoire,  2002.
- Avicenne. Lettre au vizir Abû Sa‘d. Editio princeps d’après le manuscrit de Bursa, traduction de l’arabe, introduction, notes et lexique, 2000, Al-Bouraq.
- La destinée de l’homme selon Avicenne. Le retour à Dieu (ma‘âd) et l’imagination, 1986.

### Sur l'Islam
- Musulman en Europe. Réflexions sur le chemin de Dieu (1990-1998) ; préface de Tariq Ramadan, 2002.